# زالاایشتواند
زالاایشتواند (به مجاری:  Zalaistvánd) یک منطقهٔ مسکونی در مجارستان است که در زالا واقع شده‌است.